# 13-as főút (Magyarország)
A 13-as számú főút egy Komáromtól Kisbérig vezető másodrendű főút. Hossza nagyjából 29 kilométer. Az útvonal Komárom-Esztergom vármegye nyugati felén észak–dél irányú forgalmi tengely. A Kisalföld keleti részén, Komárom-Esztergom vármegye délnyugati részén a  Kisbér-Igmándi medence déli peremén húzódik, a Súri-Bakonyalja kistáj határán. A 81-es főúttal együtt Székesfehérvárt köti össze Komárommal és Szlovákiával. Komárom kivételével szinte végig külterületek között halad, az útjába eső települések lakott területére mellékutak vezetnek. A 2020-as évek eleje óta, egy nyomvonal-módosítás révén Komáromban is nagyrészt elkerüli a város belterületeit.

## Vonalvezetése
Kilométer-számozása 2022-es állapot szerint a Monostori hídon, a Duna sodorvonalánál, illetve a szlovák–magyar államhatárnál indul; Szlovákiában a 64-es út a folytatása, amely Zsolnával köti össze Révkomáromot. [2020 előtt az Erzsébet-híd volt a kezdőpontja és ott találkozott a 64-es főúttal is; a nyomvonal-áthelyezés óta a régebbi nyomvonalak a 132-es és a 64a számozásokat viselik.
A hídon túl dél-délkeleti irányban folytatódik, majd 1 kilométeren belül áthalad az 1-es főút felett (a két út között a kapcsolatot a 13 601-es számú mellékút biztosítja, amely mindkettőhöz körforgalmú csomóponttal kapcsolódik). A város déli határában a főút egy újabb körforgalmú csomópontban találkozik a 132-es főúttal, voltaképpen a régi, még a belterületek közt is áthaladó nyomvonalával.
A folytatásban a főút a 60-as években kiépített nyomvonal-korrekció eredményeként, a korábbi keskenyebb útpálya kacskaringóinak levágásával, a lakott helyek kikerülésével és (nem utolsósorban) az úttest kiszélesítésével új nyomvonalra került. Azóta az érintett települések többségét (Csémet, Kisigmándot, Nagyigmándot, Csépet és Etét is) elkerüli, ezekbe a községekbe csak bekötőutak vezetnek.
Csémnél keresztezi az utat a Székesfehérvár–Komárom-vasútvonal egy útátjáróban. Dél felé haladva a 9-es kilométernél keresztezi az M1-es autópályát, Kisigmánd külterületén. Itt található az autópálya komáromi mérnöksége is. Ezt követően Nagyigmánd, Csép majd Ete határában halad, végül Kisbér határában a főút a 81-es főútba csatlakozik, ahonnét Székesfehérvár illetve Győr felé lehet továbbhaladni.

## Története
1934-ben a kereskedelem- és közlekedésügyi miniszter 70 846/1934. számú rendelete, mely az ország főútjait első ízben jelölte ki, méghozzá már akkor a szektorelv figyelembevételével [a szektorelvről ld. a hivatkozott szócikket!], a 13-as útszámot még nem osztotta ki. A második világháború éveiben azonban, az első és második bécsi döntést követő időszakban szükségessé vált ezen útszám kiosztása is, amit az Esztergom-Léva útvonal kapott meg.
Egy dátum nélküli, feltehetőleg 1950 körül készült térkép a Komárom-Kisbér közti szakaszát 808-as, míg a Komárom központja és az országhatár közti rövid szakaszt 14-es útszámozással jelöli. A 13-as útszámot ugyanabban az időben a Dorog-Esztergom útvonal (a mai 111-es főút) viselte.
A jelenkori 13-as főút története még tisztázást igényel, de 1990-ben már biztosan a Komárom-Kisbér közti útvonal viselte ezt a számot.

## Tervek a fejlesztésére

### M81-es autóút
A gazdasági életben egyre fontosabb helyet elfoglaló, folyamatosan bővülő ipari parkkal rendelkező Székesfehérvár és a Komárom-Esztergom vármegye közötti közvetlen közúti összeköttetés fejlesztésére a Területrendezési Terv két nyomvonal-alternatívát tartalmazott. Az M81-es autóút vonalvezetési változatai közül az országos hálózati stratégia szempontjából a komáromi nyomvonal (Székesfehérvár–Kisbér–Komárom) változat a kedvezőbb a regionális érdekek tekintetében, különösen akkor, ha a határkapcsolatokat egy, a Komárom nyugati szektorában létesítendő Monostori híd is segíti. A térség szlovák oldalán a határ menti érdekek regionális közlekedési rendszerbe való bekapcsolódását a Nyitra–Érsekújvár–Komárno, illetve a Garamszentbenedek–Zselíz–Párkány főutak fejlesztése szolgálhatja.
Az M81-es autóút megvalósulása azonban 2008-ban bizonytalanná vált. Ezzel szemben már ebben az évben megkezdődött a Komáromot délnyugati irányban elkerülő út megépítése, amelyet végül a tervezettnél néhány hónappal később, 2011-ben adtak át. Az új nyomvonal a 131-es főút nevet kapta, és a 3. kilométerszelvénynél csatlakozik a 13-as főúthoz. Az út megépülésének fő oka a város nyugati határában lévő ipari park gerjesztette kamionforgalom elvezetése, amely a belvároson keresztül volt kénytelen haladni az M1-es autópálya felé. Az elkerülő különszintű csomópontban keresztezi az 1-es főutat, és körforgalommal csatlakozik a 13-as főút meglévő nyomvonalához.

### A főúthálózat fejlesztése
A megyeszékhelyek közötti kapcsolatok közül szinte az országban egyedüliként hiányzik Tatabánya és Székesfehérvár főúti összekötése (Tatabánya–Környe–Mór–Székesfehérvár). A megye észak–déli közlekedési hálózata hiányos, fejlesztést igényel a Komárom–Tata–Tatabánya–Oroszlány–Mór kapcsolat, amely azonban funkcionálisan nem egyezik meg az M81-gyel.
Fejlesztendő a Kisbér–Tatabánya–Tát–(Esztergom) kapcsolat. Ez utóbbi a vármegye belső kohéziójának erősítése mellett, az elmaradt Bakonyalja területfejlesztése tekintetében is kiemelt szerepet tölthet be. A rendezési terv emellett az országos főúthálózaton két nagy híd kialakítását célozza meg a megyében; a komáromi új Duna-hidat (M81), valamint az esztergomi új Duna-hidat (M10).